# Cirolana (Anopsilana) conditoria
Cirolana (Anopsilana) conditoria is een pissebed uit de familie Cirolanidae. De wetenschappelijke naam van de soort is voor het eerst geldig gepubliceerd in 1993 door Bruce & Iliffe.